# ルディー和子
ルディー和子（ルディーかずこ, RUDY, Kazuko、1948年10月10日 - ）は日本のマーケティング評論家、ダイレクトマーケティング研究者。
立命館大学大学院教授等を経て、セブン&アイ・ホールディングス取締役、トッパン・フォームズ取締役。本名・桐山和子。

## 略歴
国際基督教大学卒業。結婚・渡米しエスティローダー社で勤務しつつ上智大学国際部大学院経営経済専攻修士課程修了。経営学修士。1972年シカゴ大学会計監査室勤務。
エスティローダーではマーケティングマネジャーを務め、1980年にタイムのダイレクトマーケティング本部長に就任。1983年ウィトン・アクトン社代表取締役。2011年日本ダイレクトマーケティング学会副会長。全日本DM大賞審査委員。ダイレクトマーケティング学会第一回学会賞受賞。
2013年より立命館大学大学院経営管理研究科教授。また、2014年よりセブン&アイ・ホールディングス社外監査役。2015年トッパン・フォームズ取締役。2016年立命館大学大学院経営管理研究科客員教授。2019年セブン&アイ・ホールディングス取締役。2020年セブン＆アイ・ホールディングス報酬委員。
ルディーとカタカナ名であるが欧米人と結婚したため。ペンネームで本名は桐山和子。

## 著書
- ルディー和子著『売り方は類人猿が知っている』（日経プレミアシリーズ新書、2009年）ISBN 978-4532260651
- ルディー和子著『マーケティングは消費者に勝てるのか？』（ダイヤモンド社、2005年）ISBN 978-4478502587
- ルディー和子訳『ポストモダン・マーケティング―「顧客志向」は捨ててしまえ!』（ダイヤモンド社、2005年）ISBN 978-4478502464
- ルディー和子著『ウォルマート「儲け」のしくみ―低い粗利で、大きな純利益―世界NO.1企業の「儲け」の秘密を徹底分析! （あさ出版、2002年）ISBN 978-4860630072
- ルディー和子著『ダイレクトマーケティングの実際』（日経文庫、2000年）ISBN 978-4532104689
- ルディー和子著『データベースマーケティングの実際』（日経文庫、1998年）ISBN 978-4532013868
- ルディー和子著『成功する女性の七つの秘密―ごく普通のあなたのために』（ダイヤモンド社、1998年）ISBN 978-4478731604
- ルディー和子著『ソクラテスはネットの「無料」に抗議する』(日本経済新聞出版社、2013年)　ISBN 978-4-532-26186-3